# Suchynicze
Suchynicze [suxɨˈnit͡ʂɛ] est un village polonais de la gmina de Szudziałowo dans le powiat de Sokółka et dans la voïvodie de Podlachie. Il se situe à environ 8 kilomètres au nord de Szudziałowo, à 12 kilomètres à l'est de Sokółka et à 44 kilomètres au nord-est de Białystok. 